# U-1102
U-1102 – niemiecki okręt podwodny (U-Boot) typu VII C z okresu II wojny światowej. Okręt wszedł do służby w 1944 roku.

## Historia
Wykorzystywany do szkolenia załogi (8. Flotylli U-Bootów) i jako jednostka szkolna w U-Abwehrschule, w związku z tym nie odbył ani jednego rejsu bojowego i nie zatopił żadnej jednostki przeciwnika.
U-1102 zatonął 24 marca 1944 roku na redzie portu w Pilawie z wyniku wypadku przy zanurzaniu (zginęło dwóch członków załogi). 12 maja 1944 roku wydobyty i skreślony z listy floty. Po remoncie w Gdańsku skierowany w sierpniu 1944 roku do U-Abwehrschule w Bergen (Norwegia). 
Poddany 13 maja 1945 roku w Zatoce Hohwacht (Niemcy), przebazowany 23 czerwca 1945 roku z Kilonii do Loch Ryan (Szkocja). Zatopiony 21 grudnia 1945 roku podczas operacji Deadlight ogniem artyleryjskim przez niszczyciele HMS „Onslaught”, ORP „Piorun”, niszczyciel eskortowy HMS „Zetland” i korwetę HMS „Fowey”.